# Bodenbacher Straße (Dresden)
Die Bodenbacher Straße ist eine Straße im östlichen Dresdner Stadtteil Gruna. 

## Beschreibung
Die nach der böhmischen Stadt Bodenbach (heute Stadtteil von Děčín) benannte Straße war 1315 als Pirnaische Landstraße bekannt und nahm seit dem 16. Jahrhundert ihren Ausgang am Pirnaischen Tor. Sie gehört zu einem alten Verkehrsweg zwischen der Stadt Dresden und der Burg Dohna. Nachdem die Burg während der „Dohnaischen Fehde“ zerstört worden war, bildete sie den Hauptverkehrsweg nach Böhmen.
Die Bodenbacher Straße bildet die Fortsetzung der Pirnaer Landstraße und mündet zunächst in die Zwinglistraße. Dabei kreuzt die Straße die Rennplatzstraße, Liebstädter Straße und Rosenbergstraße. In der Bodenbacherstraße gibt es 19 Kulturdenkmäler, die Bodenbacher Straße Nr. 20, Nr. 24, Nr. 139, Nr. 139b, Nr. 16, Nr. 16–16c, Nr. 5019, Nr. 109, Nr. 99, Nr. 99a, Nr. 99b, Nr. 99c, Nr. 99d und Nr. 99e. Ein weiteres Kulturdenkmal ist das Steinkreuz Bodenbacher/Ecke Marienberger Straße.
Die weitere Fortsetzung ist erreicht dann die Karcherallee am Großen Garten. Bedeutendstes Kulturdenkmal ist an diesem Straßenabschnitt die Thomaskirche.

## Verkehr
Die Straßenbahnverbindung in der Bodenbacher Straße wurde 1999 im Zuge eines Modellprojektes, das den öffentlichen Personennahverkehr fördert soll, verbessert.

## Bebauung
An der Bodenbacher Straße 44 befand sich bis in die 1930er Jahre die Werkstatt des Technikers Fritz Pfleumer, der 1928 das erste Magnetband zur Tonaufzeichnung entwickelt hatte und damit den ersten Schritt für die Entwicklung der Tonbandkassetten machte.
In der Nachkriegszeit wurden beiderseits der Bodenbacher Straße Neubauten der in Dresden ansässigen Betriebe errichtet. So entstand ab 1969 auf der Nordseite eine als „Werk II“ des Kombinats Robotron bezeichnete Industrieanlage (Bodenbacher Straße 81). Die dreigeschossigen Bürohäuser mit einer Gebäudefläche von 8881 Quadratmetern wurden von 1970 bis 1974 nach den Entwürfen der Architekten Hans Siegert und Konrad Vogel in Stahlskelettmontage als Metallleichtbauten mit Aluminium-Vorhangfassaden errichtet. Von 1974 bis 1990 hieß das Werk „VEB Robotron-Elektronik Dresden“. Mit der Wende erfolgte die Auflösung des Kombinats Robotron und Privatisierung als „Computer Elektronik Dresden GmbH“. Sie ging in die „Schäfer IT Systems“ auf. Im Jahr 2002 zog der Betrieb in den Dresdner Elbepark. Auf dem früheren Robotron-Gelände in der Bodenbacher Straße haben sich andere Firmen angesiedelt, auch befindet sich dort das SAX-MAX Dresden, die Spielstätte des gleichnamigen Snooker-Bundesligisten SAX-MAX Dresden e. V.
Der Wohnkomplex Bodenbacher Straße mit 1448 Wohnungen wurde von 1974 bis 1976 von Nadia Roch (Städtebau) und Lothar Schlegel (Komplexarchitekt) nach Entwürfen der Architekten Wolfgang Schumann, Siegmar Schreiber und Erich Kuphal errichtet. Der Gebäudekomplex besteht aus sechsgeschossigen Wohnhäusern, die auf der Nordseite der Bodenbacher Straße gebaut worden sind. Bemerkenswert sind dabei die „differenzierte Raumbildungen mit Ruhezonen“. Die Wohngebäude sind sowohl durch Individual- als auch durch öffentlichen Verkehr zu erreichen. Nördlich der Wohnungen befinden sich in geschlossenen Grünanlagen mehrere Kindertagesstätten. Bei diesem Wohnkomplex wurde die „erste komplexe Anwendung der Wohnungsbauserie 70 Dresden“ verwendet. Die „Loggienfassaden“ der Wohngebäude wurden mit Brüstungen aus bunten Wellpolysterplatten ausgestattet. Die Außenwandflächen wurden mit Kalksteinschotter gestaltet. In dem Wohnkomplex waren 1979 eine polytechnische Oberschule, ein Kindergarten, eine Kinderkrippe und eine Kaufhalle zu finden.

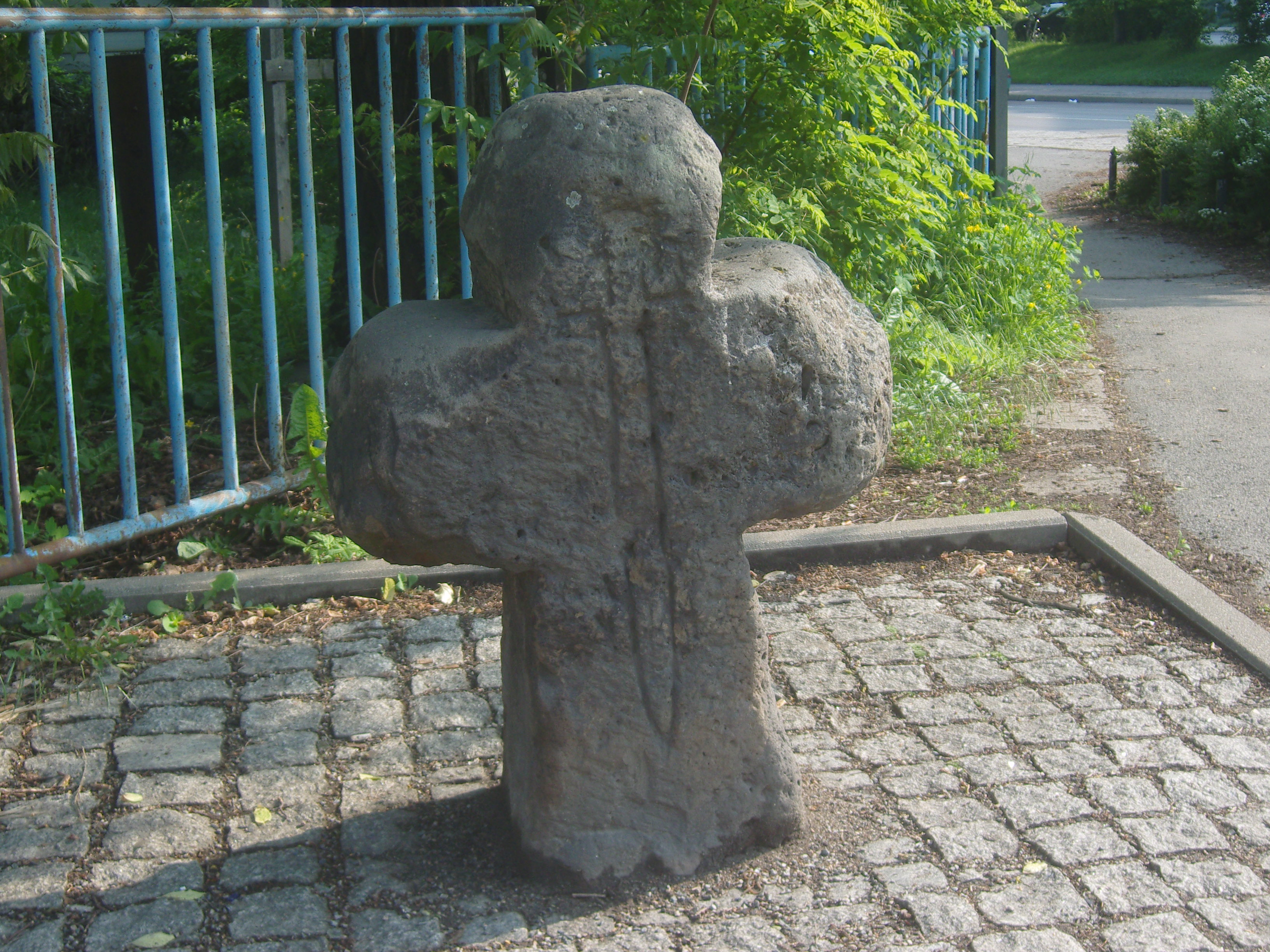
Steinkreuz Ecke Marienberger Straße

Das mittelalterliche Steinkreuz an der Bodenbacher/Ecke Marienberger Straße wurde möglicherweise als Sühne für eine geschehene Bluttat errichtet. Auf der Vorderseite ist ein Hirschfänger eingeritzt worden, der vermutlich als Mordwaffe diente.
Gasthof Seidnitz/Kamera-Werke Niedersedlitz: Der Gasthof hat seinen Ursprung in einem alten Landgasthof. Ein Umbau des Hauses erfolgte 1898 unter dem damaligen Eigentümer Paul Neukirchner. Dieser ließ einen Saalanbau errichten der bald den Mittelpunkt des kulturellen Lebens im Ort bildete. In der Nachkriegszeit nutzte der VEB Kamera-Werke Niedersedlitz das Anwesen. Nach einer 1996 durchgeführten Sanierung wird das Gebäude heute als Büro- und Geschäftshaus genutzt.
Philipp-Müller-Stadion/SV Sachsenwerk: Das Gebäude wurde nach dem bei einem Polizeieinsatz in Essen erschossenen Gewerkschaftssekretär Philipp Müller benannt. Mit einem Freundschaftsspiel zwischen Rotation Dresden und der BSG Empor und erfolgte die Einweihung des Stadions am 8. Juli 1953. Zwei Volleyballfelder und ein Rasen mit Aschenbahn. Der SV Sachsenwerk nutzt das Stadion.

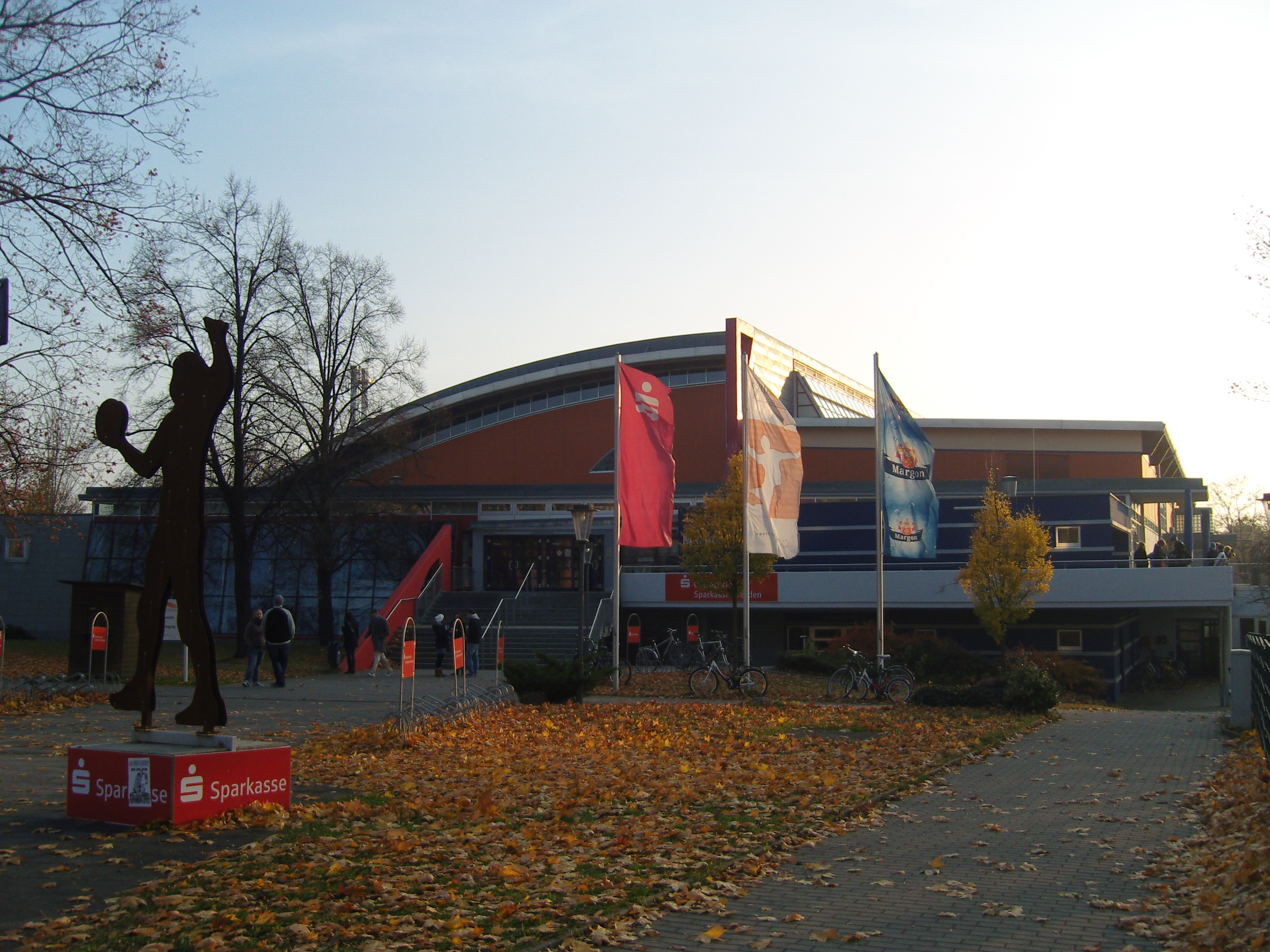
Sporthalle Margon Arena

Die Mehrzweckhalle des Sportkomplexes Bodenbacher Straße 154 wurde nach Entwürfen des Architekten Witter gebaut und 1998 eingeweiht. Bauherr war dabei die Landeshauptstadt Dresden. Unterschiedlich hohe und verschieden gebogene Dachflächen dominieren das äußere Erscheinungsbild der 3000 Zuschauer fassenden Großarena. Die Halle ist mit dem benachbarten Stadion durch Freitribünen verbunden. Das Untergeschoss reicht über die Hallenfläche hinaus und ist „angeböscht“. Dadurch passt sich die Form des Untergeschosses den Grünflächen an.
Das Wohn- und Geschäftshaus Bodenbacher Straße 30 wurde 1998 von den Architekten Breitenbücher + Hirschbeck fertiggestellt. Die Fassade des viergeschossigen Baus ist verputzt und wird horizontal durch asymmetrisch angeordnete Fensterbänder gegliedert.